# VV GOES
VV GOES is een op 15 september 1895 opgerichte Nederlandse amateurvoetbalvereniging uit Goes, in de provincie Zeeland. Het is de oudste club in de provincie. De thuiswedstrijden worden gespeeld op sportpark Het Schenge, dat met zaterdagclub SSV '65 wordt gedeeld.

## Geschiedenis
In 1895 werd in Goes de voetbalclub Zeelandia opgericht. De naam werd echter al snel veranderd in GVV dat voor 'Goese Voetbal Vereniging' stond. Na de Eerste Wereldoorlog ging het economisch slecht met de club en moest de terreinknecht elke week langs de deuren om geld op te halen voor een wedstrijdbal. Uiteindelijk werd de huidige clubnaam VV GOES aangenomen, een acroniem van “Gezamenlijk Opwaarts Eendrachtig Sterk”.

## Standaardelftallen

### Zaterdag
Het standaardelftal in het zaterdagvoetbal speelt in het seizoen 2018/19 voor het eerst standaardcompetitievoetbal, het zou uitkomen in de Vierde klasse van het KNVB-district Zuid-I, waar het instroomt op het laagste niveau. In het eerste seizoen eindigde GOES op de derde plaats en behaalde het een periodetitel, waardoor het de play-offs mocht spelen voor promotie naar de Derde klasse. De promotie slaagde, want het versloeg in de finale VV Kruiningen.
In 2022 volgde degradatie naar de Vierde klasse.

#### Competitieresultaten 2019–heden
| 3 4A |

| 12* 3A |

| -- 3A |

| 14 3A |

| 6 4B |

| 3 4B |

| 8 4B |

| Derde klasse | Vierde klasse |

### Zondag
In de 38 seizoenen van 1936-1973 speelde het standaardelftal 26 seizoenen in de Tweede klasse, destijds ook het tweede (amateur)niveau in het Nederlands voetbal, op het hoogst bereikte niveau. In 2012 werd weer het tweede amateurniveau bereikt toen via de nacompetitie promotie naar de Hoofdklasse werd behaald. Hier verbleef het twee seizoenen (2012/13-2013/14) in de zondag Hoofdklasse A. In het seizoen 2016/17 volgde weer via de nacompetitie promotie naar de Hoofdklasse, inmiddels het derde amateurniveau.
In 2017/18 werd, opnieuw via de nacompetitie, promotie afgedwongen naar de Derde Divisie waar het in het seizoen 2018/19 uitkwam in de zondagpoule. GOES plaatste zich in het eerste seizoen in de Derde Divisie gelijk voor de nacompetitie om promotie, het lukte echter niet om voor de tweede keer op rij te promoveren: het strandde in de eerste ronde tegen FC Lienden, de herkanser van de Tweede Divisie.
Vanwege het tekort aan zaterdagclubs in de Derde Divisie voor het seizoen 2019/20 - er degradeerden afgelopen seizoenen aanzienlijk meer zondagclubs vanuit de Tweede Divisie - maakte GOES voor minimaal één seizoen de overstap naar de zaterdagafdeling van de Derde Divisie. Hiermee komt voor het eerst in de geschiedenis de Zeeuwse derby tegen HSV Hoek op het competitieprogramma. Op 21 september 2019 vond de eerste wedstrijd tussen beide ploegen plaats in Hoek, toen werd het 6-1 voor HSV Hoek. In de tweede seizoenshelft won GOES thuis met 2-0 van de Zeeuws-Vlamingen.
Ook het seizoen erop zou GOES uitkomen in de Derde Divisie zaterdag. Toen degradeerde het als rode lantaarn naar de Vierde divisie (nieuwe naam voor de Hoofdklasse). Daarbij bleef het wel in de zaterdagafdeling actief en ging het de derby spelen tegen VV Kloetinge. Ondanks dat het zondagse standaardelftal in de zaterdagafdeling actief bleef, bleef er een officieel zaterdags standaardelftal geregistreerd staan, dat in 2022/23 in de Vierde klasse speelt van het KNVB-district Zuid I. Op 12 mei 2024 werd GOES kampioen van de Vierde Divisie, door de uit wedstrijd te winnen van SC Kruisland met 0-2.

#### Erelijst
Klassekampioen Tweede klasse: 1944, 1946
Klassekampioen Derde klasse: 1935, 1971, 1989, 2009
Klassekampioen Vierde klasse: 1968,
Districtsbeker Zuid-I: 2018
Promotie's
naar de Derde divisie in 2018, 2024
naar de Hoofdklasse in 2012, 2017
naar de Eerste klasse in 1993, 1997, 2011

#### Competitieresultaten 1912–heden
| 6 2C |

| 2 3C |

|  |

|  |

|  |

|  |

|  |

|  |

| 4 3B |

| 3 3A |

| 4 3A |

| 5 3A |

| 6 3A |

| 9 3A |

| 5 3A |

| 4 3A |

| 3 3A |

| 3 3A |

| 2 3B |

| 5 3B |

| 3 3B |

| 3 3B |

| 2 3B |

| 1 3B |

| 9 2A |

| 8 2A |

| 7 2A |

| 9 2A |

| 4 B |

| 10 2D |

| 4 2E |

| 1 2E |

| 1 2E |

|  |

| 1 2? |

| 2 2A |

| 3 2A |

| 5 2B |

| 9 2B |

| 6 2B |

| 11 2B |

| 5 2B |

| 9 2B |

| 10 2B |

| 11 2B |

| 7 2B |

| 10 2B |

| 9 2B |

| 11 2B |

| 12 2B |

| 6 3D |

| 9 3D |

| 7 3D |

| 2 3D |

| 11 3D |

| 4 4G |

| 1 4G |

| 4 3D |

| 4 3D |

| 1 3D |

| 11 2B |

| 14 2B |

| 3 3D |

| 8 3D |

| 3 3D |

| 3 3D |

| 4 3D |

| 6 3D |

| 4 3D |

| 5 3D |

| 4 3D |

| 8 3D |

| 8 3D |

| 3 3D |

| 3 3D |

| 7 3D |

| 8 3D |

| 1 3D |

| 5 2B |

| 3 2B |

| 3 2B |

| 3 2B |

| 4 1E |

| 12 1E |

| 10 2B |

| 3 2E |

| 10 1C |

| 12 1C |

| 11 2D |

| 7 3A |

| 6 3A |

| 8 3A |

| 5 3A |

| 2 3A |

| 6 3A |

| 4 3A |

| 4 3A |

| 1 3A |

| 4 2E |

| 2 2E |

| 6 1C |

| 12 B |

| 11 A |

| 5 1B |

| 4 1C |

| 2 1C |

| 2 B |

| 4 |

| 11* |

| -- |

| 18 |

| 4 |

| 1 C |

| 14 B |

In 1943 (2e klasse, met RBC) + 1965 (3e klasse, met promovendus VV Axel) eindigde GOES met gelijke puntentotalen bovenaan de competitie.
| Derde divisie | Hoofdklasse/4e Divisie | Eerste klasse | Tweede klasse | Derde klasse | Vierde klasse | Noodcompetitie |

In elke staaf van de grafiek staat van boven naar beneden vermeld: 
- Eindnotering

Dit is de positie die de club heeft bereikt in de competitie, zonder eventuele beslissings-, play-off- of nacompetitiewedstrijden die nodig zijn geweest om bijvoorbeeld de kampioen van de competitie te bepalen.
Indien een * achter het getal staat is de notering een tussenstand en kan het zijn dat de notering niet overeenkomt met de uiteindelijke eindstand van de competitie.
Staat er een - dan is het seizoen nog bezig en is er geen definitieve uitslag bekend.
Staat er xx op de positie van de notering, dan heeft de club vroegtijdig de competitie verlaten. Dit kan onder andere komen door terugtrekking van het team, faillissement van de club of door een uitgedeelde straf van de KNVB. In veel gevallen staat elders in het artikel de reden vermeld.
Staat er een ? dan is het resultaat uit het verleden onbekend, en is alleen de competitie of het niveau bekend van dat seizoen.
In de seizoenen 2019/20 en 2020/21 werd wegens de coronacrisis het amateurvoetbal afgebroken. Daardoor kennen deze staven geen eindklassering (middels -- weergegeven).
- Competitieniveau en afdelingsletter of Officiële eindstand Eredivisie
  - Competitieniveau en afdelingsletter

Hierbij geeft het getal het niveau weer, dat ook terug te vinden is in de legenda. De letter is de afdelingsaanduiding en wordt gebruikt wanneer er meer afdelingen zijn op hetzelfde niveau. De afdelingsletter is altijd een hoofdletter en wordt meestal zonder nummer gebruikt.
Voorbeeld: 2F is niveau 2e klasse competitie F.
Het competitieniveau en nummer wordt niet vermeld wanneer er slechts één competitie van dit niveau was.
  - Officiële eindstand Eredivisie (getal staat tussen haakjes vermeld)

Sinds de introductie van play-offwedstrijden voor Europees voetbal na afloop van de reguliere competitie in 2005/06, is de KNVB verplicht een eindstand van de Eredivisie door te geven aan de UEFA aan de hand van deze play-offwedstrijden.
Bij deze eindstand staan clubs die zich hebben gekwalificeerd voor Europees voetbal hoger dan clubs die zich niet wisten te kwalificeren. Indien er geen verschil was tussen de eindnotering en de officiële eindstand, staat dit getal niet vermeld.

- Onderafdeling

Hier staat afgekort de naam van de onderafdeling indien de club in dat jaar in een onderafdeling uitkwam. Tevens staat deze afkorting in de legenda en wordt gelinkt naar het artikel over deze onderafdeling. Deze afkorting wordt alleen vermeld wanneer de club in het verleden in verschillende onderafdelingen heeft gespeeld. Deze vermelding is in de staaf altijd in kleine letters. Deze onderafdelingen zijn na het seizoen 1995/96 afgeschaft. Heeft de club in slechts één onderafdeling gespeeld, dan is dit alleen terug te vinden in de legenda.
Onder de staaf staat het jaartal vermeld waarin het seizoen is afgesloten. 15 verwijst naar het seizoen 2014/15 of eventueel het seizoen 1914/15.
Wanneer een staaf leeg is, zijn deze gegevens niet bekend. Het kan ook zijn dat de club dat seizoen niet heeft meegespeeld op het hogere amateurniveau, vroegtijdig de competitie heeft verlaten of uit de competitie is gezet.

In het seizoen 1944/45 was er wegens de Tweede Wereldoorlog geen regulier competitievoetbal.

#### GOES in de KNVB Beker
Dit schema laat de resultaten zien van GOES tegen profclubs in de KNVB Beker.
| Seizoen | Ronde    | Wedstrijd         | Uitslag |
| ------- | -------- | ----------------- | ------- |
| 1957/58 | 1e ronde | GOES - NOAD       | 2-4     |
| 2019/20 | 1e ronde | GOES - SC Cambuur | 0-5     |

## Bekende (ex-)spelers en -trainers
Spelers
- Romeo van Aerde
- Jonathan Constancia
- Flip Paauwe
- Jan Paul van Hecke
- Ruben Hollemans
- Thomas van den Houten
- Frans de Munck
- Frits Paap
- Renzo Roemeratoe

Trainers
- John Karelse
- Gérard de Nooijer
- Jan Poortvliet

VV GOES · VV 's-Heer Arendskerke · VV Kloetinge · SSV '65 · VV Wolfaartsdijk
Voormalig: SV Robur